# Leo von Thun
El conde Leopold von Thun (en alemán: Leopold von Thun und Hohenstein, Děčín, 7 de abril de 1811 - Viena, 17 de diciembre de 1888) fue un noble y político austriaco, conocido principalmente por haber contribuido a la creación de la Universidad austriaca bajo el reinado del emperador Francisco José I.

## Biografía
Nació en Děčín (Tetschen) como el tercer hijo del conde Franz von Thun und Hohenstein. Tras estudiar Derecho y Filosofía en la Universidad Carolina de Praga viajó por Europa y, entre otros países, visitó Inglaterra, donde conoció a James Hope-Scott y otros líderes del partido Tractarian. Quedó muy afectado por el movimiento romántico y las ideas ultramontanas.
En 1847 se casó con la condesa Clam-Martinic, pero el matrimonio no tuvo hijos.

## Nacionalismo bohemio
Tras su regreso a Praga, se interesó por el resurgimiento de la lengua checa y su literatura y por el crecimiento del nacionalismo bohemio. Trabó amistad con František Palacký y otros líderes checos. Colaboró en la fundación de escuelas en lengua checa y se propuso aprender el idioma. También estuvo interesado en la reforma de las prisiones, sobre la que escribió, y otros trabajos filantrópicos. Trabajó para la familia Stadion en Galitzia y fue nombrado en 1848, después del estallido de la revolución, Regierungspräsident (presidente de la administración) y Statthalter (gobernador) en Bohemia. 

## Ministro de Educación
Más tarde, en 1849, bajo la administración autocrática de Schwarzenberg y el barón Alexander von Bach, aceptó el cargo de ministro de Educación y Religión, que mantuvo hasta 1860. Al principio se lanzó con gran energía a la tarea de construir un sistema adecuado de escuelas. Convocó a profesores experimentados, protestantes y católicos, de Alemania, estableció escuelas intermedias y superiores en todas las partes del imperio, reemplazó los anticuados libros de texto y métodos de instrucción, y alentó la formación de sociedades eruditas y el crecimiento de un espíritu profesional e independiente entre los maestros. Es notable que en este momento insistió en el uso del idioma alemán en todas las escuelas de educación superior. Como ministro de religión, fue hasta cierto punto responsable del concordato que nuevamente sometió a las escuelas al control de la Iglesia, aunque durante su administración, la influencia de la Iglesia sobre las escuelas fue mucho menor que, según la teoría del concordato, parecía haber sido. La crisis de 1860, cuando se abolió la oficina que tenía, fue el final de su carrera oficial

## Partido Federalista
Más tarde fue un destacado líder del partido federalista en Bohemia. Su alta posición social, su influencia en la corte, su carácter, así como sus habilidades políticas le dieron un prestigio indudable. Apoyó las demandas de Bohemia de una autonomía completa; atacó fuertemente tanto a la Constitución de febrero como a Ausgleich de Hungría. Su deseo no era otro que un parlamento común para todo el imperio basado en un acuerdo con cada uno de los territorios. Con los viejos checos se negó a reconocer la Constitución de 1867; ayudó a redactar la Declaración de 1868 y los artículos fundamentales de 1871, y tomó parte en las negociaciones durante el ministerio de Potocki y Hohenwart. Para crear un partido conservador fuerte, fundó un periódico, el Vaterland, que era el órgano del partido clerical y federalista. Protestó contra la legislación eclesiástica de 1867 y 1873.
Murió en 1888 en Viena.